# عقرب‌ماهی‌های صخره
عقرب‌ماهی‌های صخره (انگلیسی: Sebastinae) زیرتیره‌ای از ماهی‌های دریایی هستند که به تیرهٔٔ عقرب‌ماهیان در راستهٔ عقرب‌ماهی‌سانان تعلق دارند. به آن‌ها روغن‌ماهی صخره‌ای هم گفته‌اند اما، آن‌ها ارتباط نزدیکی با روغن‌ماهی‌های‌ سردهٔ جنس روغن‌ماهی یا روغن‌ماهی صخره ندارند.

## رده‌بندی
زیرتیرهٔ Sebastinae یا خانوادهٔ Sebastidae نخستین بار در سال ۱۸۷۳ توسط جانورشناس آلمانی یوهان یاکوب کائوپ به‌طور رسمی شناسایی شد. برخی منابع این گروه را به‌عنوان خانواده‌ای مستقل از عقرب‌ماهیان می‌شناسند. پایگاه داده ماهی، پایگاه اطلاعاتی مرتبط با شیلات که توسط کنسرسیومی از نهادهای علمی تهیه شده، چنین نظری دارد. اما سامانهٔ رسمی دولت فدرال آمریکا یعنی سامانه اطلاعات آرایه‌شناسی یکپارچه و ویرایش پنجم کتاب ماهی‌های جهان این گروه را به‌صورت زیرتیره‌ای از خانوادهٔ عقرب‌ماهیان طبقه‌بندی می‌کنند. فهرست ماهیان اشکمیر نیز این گروه را زیرتیره‌ای از خانوادهٔ عقرب‌ماهیان می‌داند، اما Sebastolobinae که پیش‌تر به عنوان قبیله‌ای در Sebastinae شناخته می‌شد، در آن به‌عنوان زیرتیره‌ای جداگانه در نظر گرفته شده است.

## سرده‌ها
سرده‌های زیر در این گروه قرار می‌گیرند:
- زیرتیرهٔ Sebastinae کائوپ، ۱۸۷۳
  - Helicolenus گود و بین، ۱۸۹۶
  - Hozukius ماتسوبارا، ۱۹۳۴
  - صخره‌ماهی (سرده) ژرژ کوویه، ۱۸۲۹
  - Sebastiscus دیوید استار جردن و استارکس، ۱۹۰۴

## ویژگی‌ها
گونه‌های زیرتیرهٔ Sebastinae بدنی پهن‌شده دارند و سر آن‌ها معمولاً دارای تیغه‌ها و خارهایی است. پرده‌های آبشش به برآمدگی میانی گلو (isthmus) متصل نیستند. در خارهای باله پشتی، باله سینه‌ای و باله شکمی آن‌ها غده‌های سمی وجود دارد. بزرگ‌ترین گونه در این زیرتیره، صخره‌ماهی کوتاه‌چنگکی (Sebastes borealis) است که به درازای نهایی ۱۰۸ سانتیمتر (۴۳ اینچ) می‌رسد، و کوچک‌ترین گونه Sebastes koreanus است که بیشینهٔ طول کلی آن ۱۳٫۷ سانتیمتر (۵٫۴ اینچ) است.

## پراکندگی و زیستگاه
صخره‌ماهی‌های Sebastinae در اقیانوس‌های آرام، هند و اطلس یافت می‌شوند و بیشتر گونه‌های آن‌ها در بزرگ‌ترین سرده، یعنی تخم‌زنده‌زای Sebastes (با بیش از ۱۰۰ گونه) در شمال اقیانوس آرام زندگی می‌کنند. این ماهی‌ها در آب‌های شور و لب‌شور یافت می‌شوند.